# Torneo de las Cuatro Naciones 1885
El Torneo de las Cuatro Naciones de 1885 (Home Nations Championship 1885") fue la tercera edición del Torneo de las Seis Naciones, el principal torneo del hemisferio norte de rugby.
El campeonato fue declarado desierto al no disputarse dos encuentros (Escocia-Inglaterra y Gales-Irlanda).

## Clasificación
| Lugar | Selección  | Partidos | Partidos | Partidos  | Partidos | Puntos  | Puntos    | Puntos | Tabla de puntos |
| Lugar | Selección  | Jugados  | Ganados  | Empatados | Perdidos | A favor | En contra | dif.   | Tabla de puntos |
| ----- | ---------- | -------- | -------- | --------- | -------- | ------- | --------- | ------ | --------------- |
| 1     | Inglaterra | 2        | 2        | 0         | 0        | 9       | 5         | +4     | 4               |
| 2     | Escocia    | 2        | 1        | 1         | 0        | 5       | 0         | +5     | 3               |
| 3     | Gales      | 2        | 0        | 1         | 1        | 4       | 7         | -3     | 1               |
| 4     | Irlanda    | 2        | 0        | 0         | 2        | 1       | 7         | -6     | 0               |

## Resultados
| 3 de enero | Gales | 4 - 7 | Inglaterra | Swansea, |  |

| 10 de enero | Escocia | 0 - 0 | Gales | Glasgow, |  |

| 7 de febrero | Inglaterra | 2 - 1 | Irlanda | Manchester, |  |

| 7 de marzo | Irlanda | 0 - 1 | Escocia | Belfast, |  |

|  | Escocia | No disputado | Inglaterra |  |  |

|  | Gales | No disputado | Irlanda |  |  |